# Saint-Michel-de-Bannières
Saint-Michel-de-Bannières is een gemeente in het Franse departement Lot (regio Occitanie) en telt 326 inwoners (1999). De plaats maakt deel uit van het arrondissement Gourdon.

## Geografie
De oppervlakte van Saint-Michel-de-Bannières bedraagt 7,8 km², de bevolkingsdichtheid is 41,8 inwoners per km².
De onderstaande kaart toont de ligging van Saint-Michel-de-Bannières met de belangrijkste infrastructuur en aangrenzende gemeenten.

## Demografie
Onderstaande figuur toont het verloop van het inwonertal (bron: INSEE-tellingen).